# Keisai Eisen

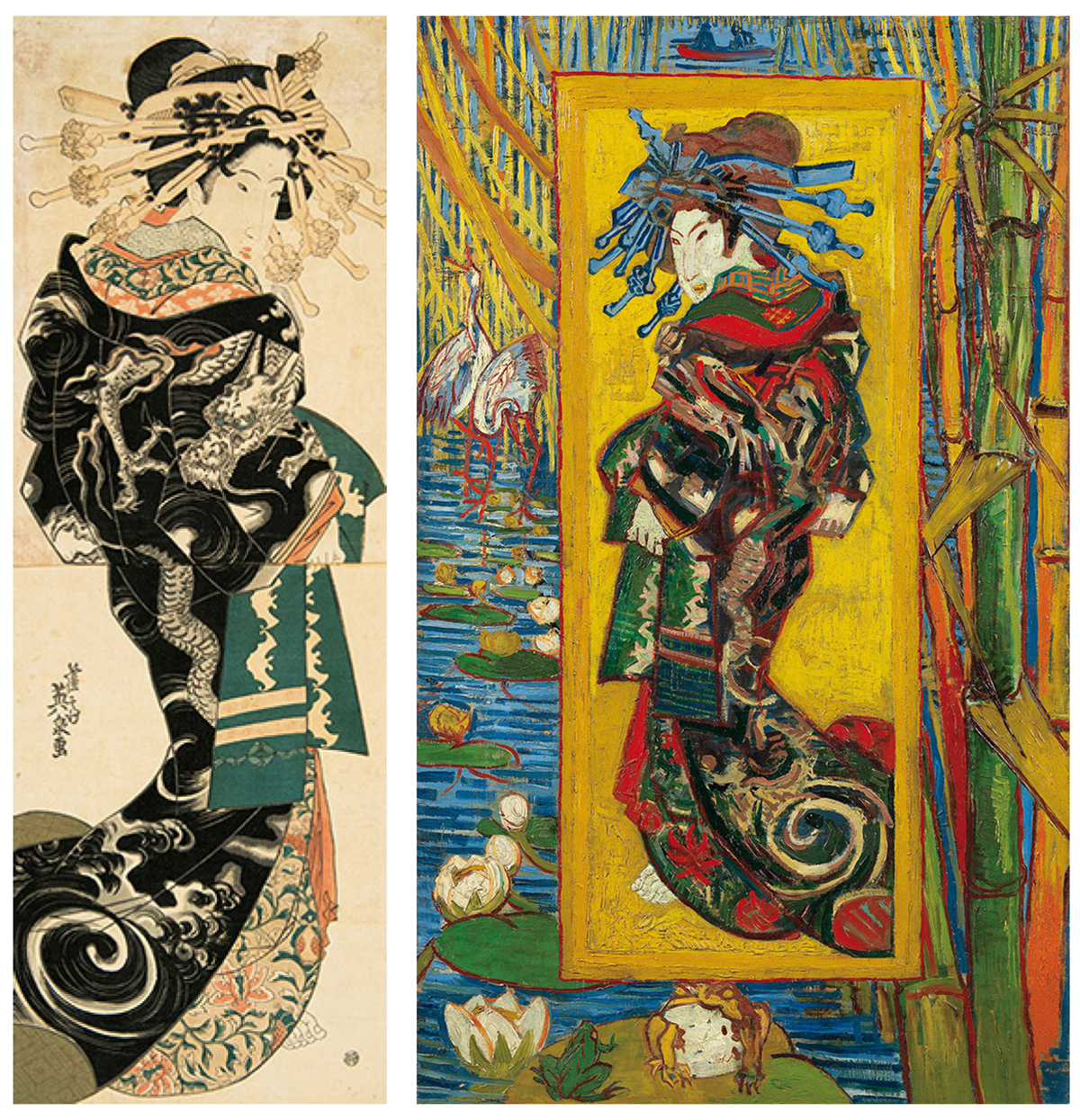
Oiran: Eisen und van Gogh

Keisai Eisen (japanisch 渓斎 英泉, eigentlich Ikeda Yoshinobu (池田 義信), weitere Künstlernamen: Hokugo (北華), Hokutei (北亭), Ippitsuan (一筆庵), Kakō (可候), Kokushunrō (国春楼), Mumeiō (無名翁); geb. 1791 in Edo; gest. 20. August 1848) war ein japanischer Maler, Holzschnitt-Künstler und Illustrator der Ukiyoe-Richtung während der späten Edo-Zeit.

## Leben und Werk

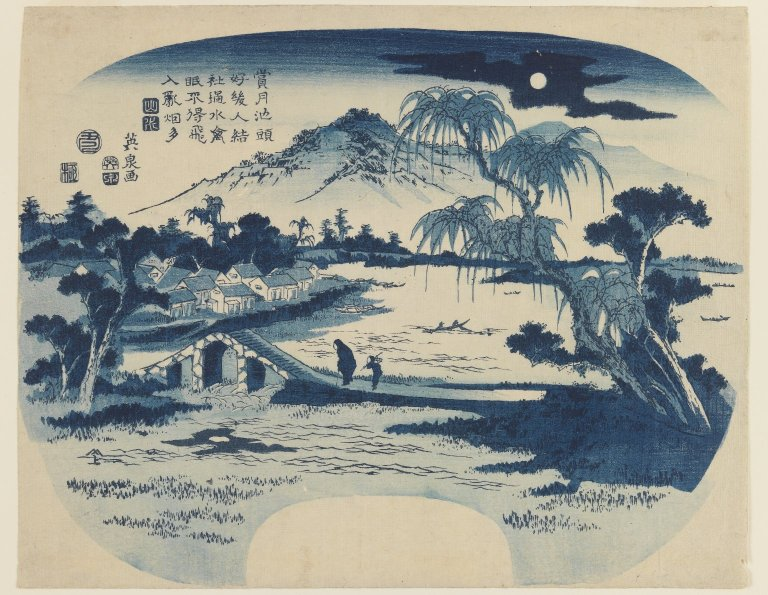
Fächerdruck mit Berliner Blau, 1829, Brooklyn Museum

Keisai Eisen war der Sohn des Kalligrafen Ikeda Shigeharu und lebte in Edo. Er war zunächst Schüler des Malers Kanō Hakkeisai (狩野 白珪斎), dann des nur drei Jahre älteren Ukiyoe-Künstlers Kikugawa Eizan (菊川 英山, 1787–1867). Als Ukiyoe-Künstler war er aktiv in der Bunsei- und Tempō-Ära, also in den Jahren zwischen 1818 und 1844.
Er war ein produktiver Künstler, der sich auf Bilder schöner Frauen (美人画, Bijinga), Erotika und Landschaften konzentrierte. Darunter sind auch die 24 Entwürfe, die er für die Serie „Neunundsechzig Stationen des Kiso Kaidō“ (木曽街道六十九次, Kiso Kaidō rokujūkyū tsugi) schuf; die übrigen Entwürfe stammen von Hiroshige. Seine Bilder schöner Frauen sind charakterisiert durch gedrungene Gestalten, breite Hälse und runde Schultern. Ein Beispiel für diesen Typ ist das Werk mit dem Titel Oiran (花魁 ‚Kurtisane‘) in der Sakai-Sammlung, das Vincent van Gogh kopierte.
Von Eisen stammt der früheste Beleg für die sogenannte „Blaue Revolution“ im Ukiyo-e, ein ausschließlich blau-weißer Fächerdruck einer chinesischen Landschaft aus dem Jahr 1829. Diese Verwendung des Farbstoffes Berliner Blau beeinflusste u. a. Katsushika Hokusai: Blau dominiert einige Werke in der Serie „36 Ansichten des Berges Fuji“, darunter auch Die große Welle vor Kanagawa.
Außer als Künstler war Eisen auch als Schriftsteller aktiv. Seine Essays erschienen unter den Pseudonymen Mumeiō und Kaedegawa Shiin. Sein bekanntestes Werk sind die Essays eines namenlosen Alten (無名翁随筆, Mumeiō zuihitsu) aus dem Jahr 1833. Es handelt sich um die Überarbeitung einer Sammlung von Holzschnittkünstler-Biografien (浮世絵類考, Ukiyo-e ruikō), die erstmals 1789 von Ōta Nampo zusammengestellt worden war. Unterhaltungsliteratur veröffentlichte er als Ippitsuan Kakō, unter dem Pseudonym Chiyoda Saiichi erschienen Kabuki-Stücke von ihm.
Eisen ging weiteren Tätigkeiten nach, so verkaufte er kosmetischen Gesichtspuder und betrieb unter dem Namen Wakatakeya Satosuke ein Bordell in Nezu.

## Bildergalerie

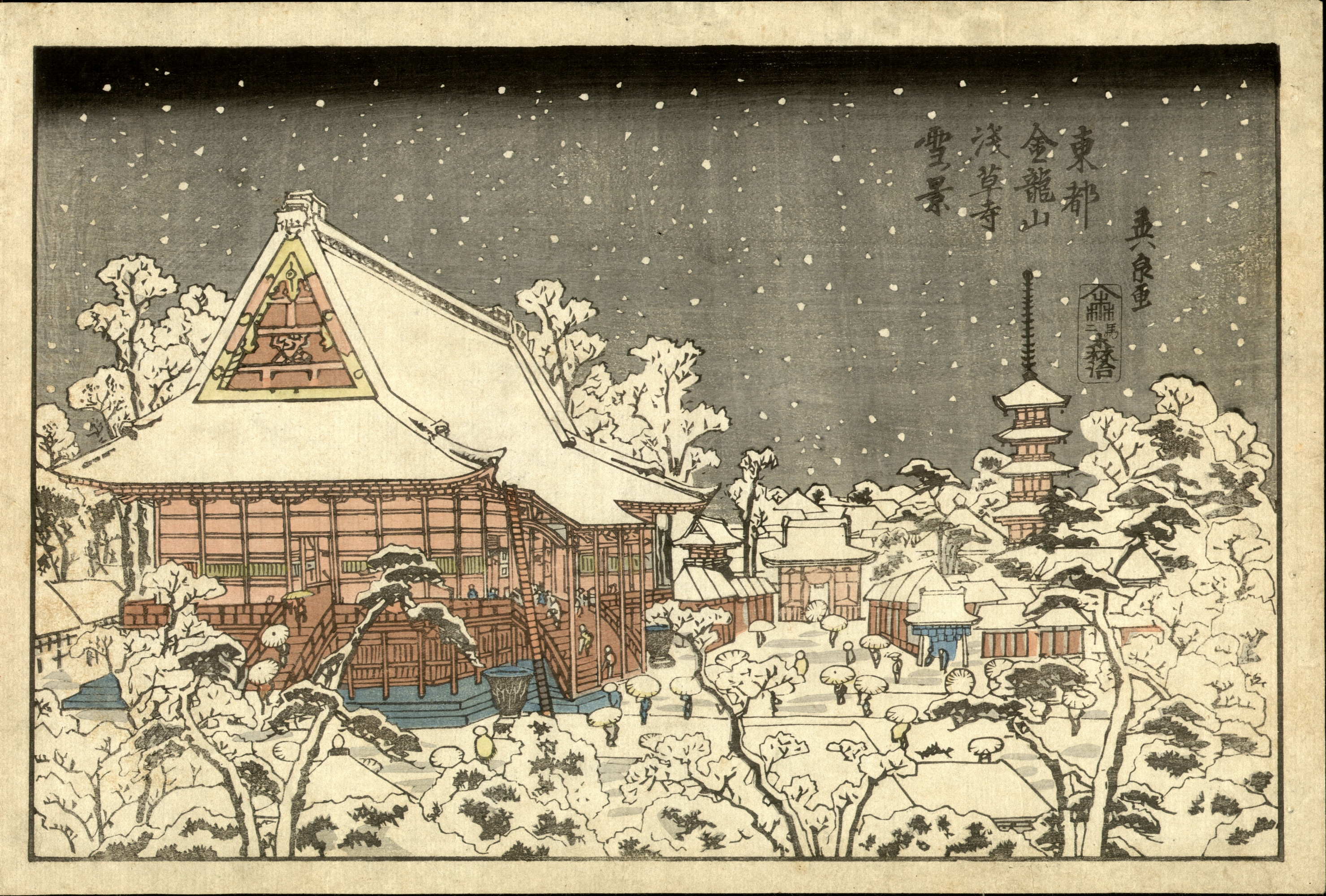
Asakusa-dera im Winter
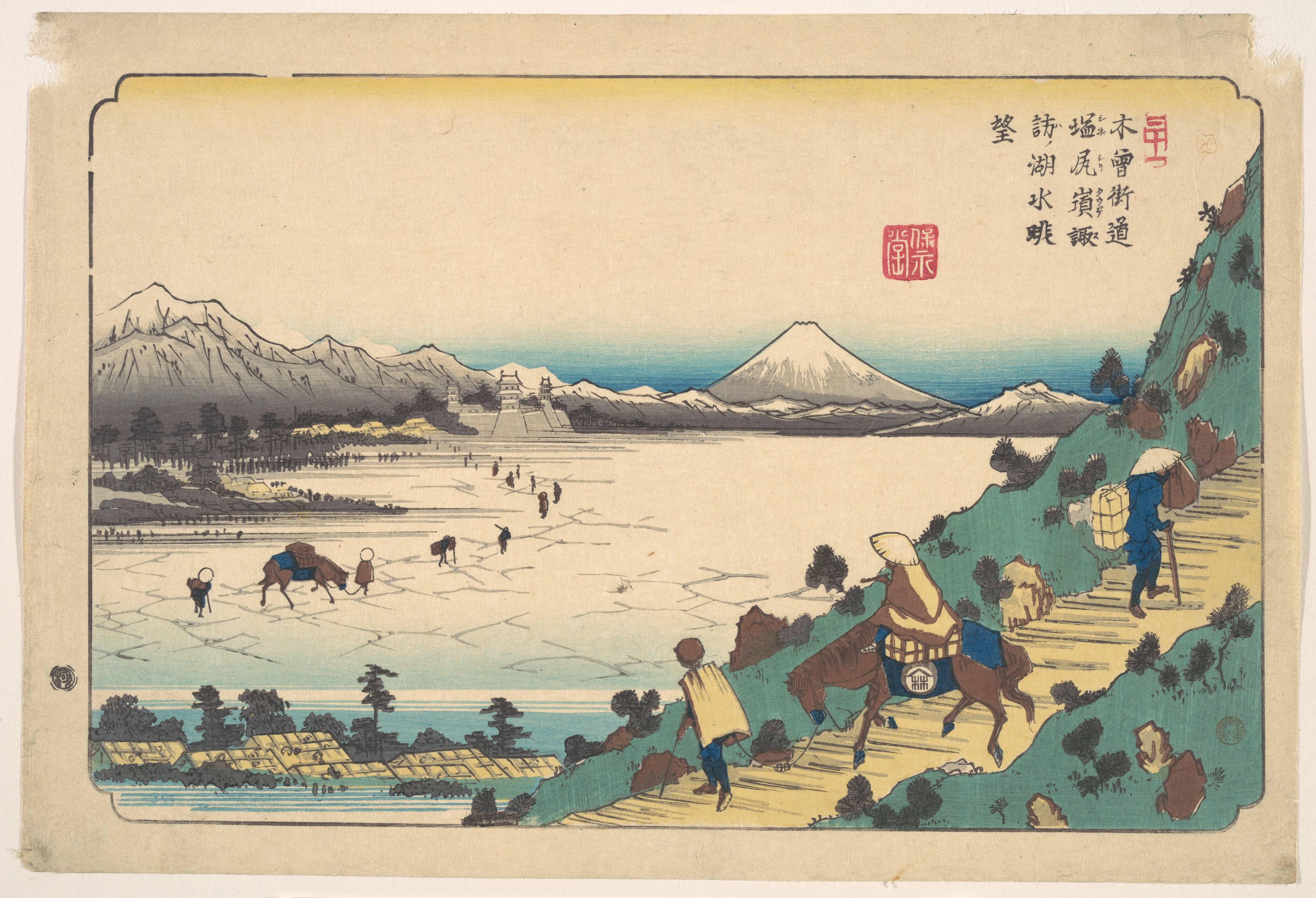
Aus der Kiso Kaidō[A 1]
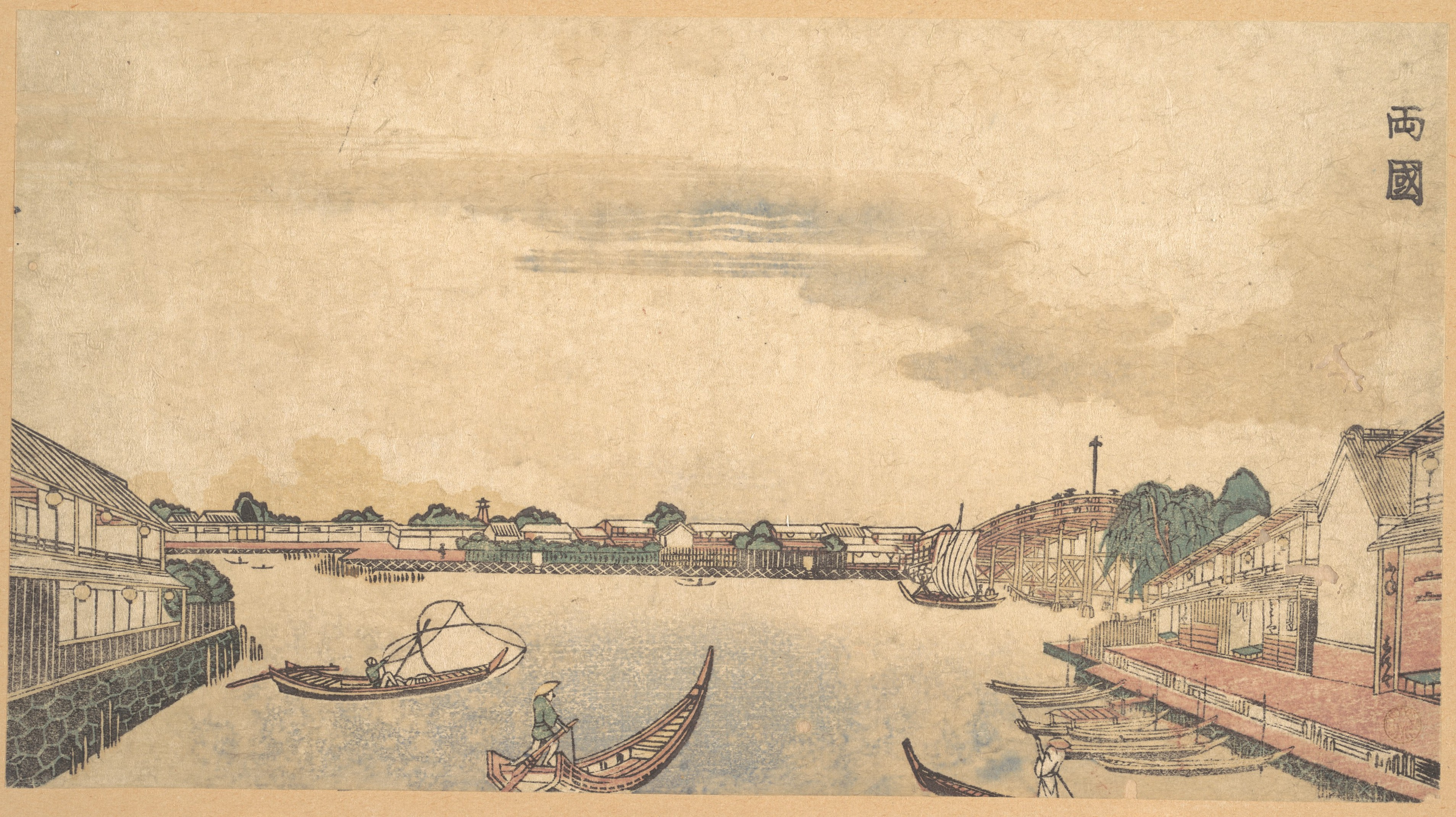
Edo, Ryōgoku
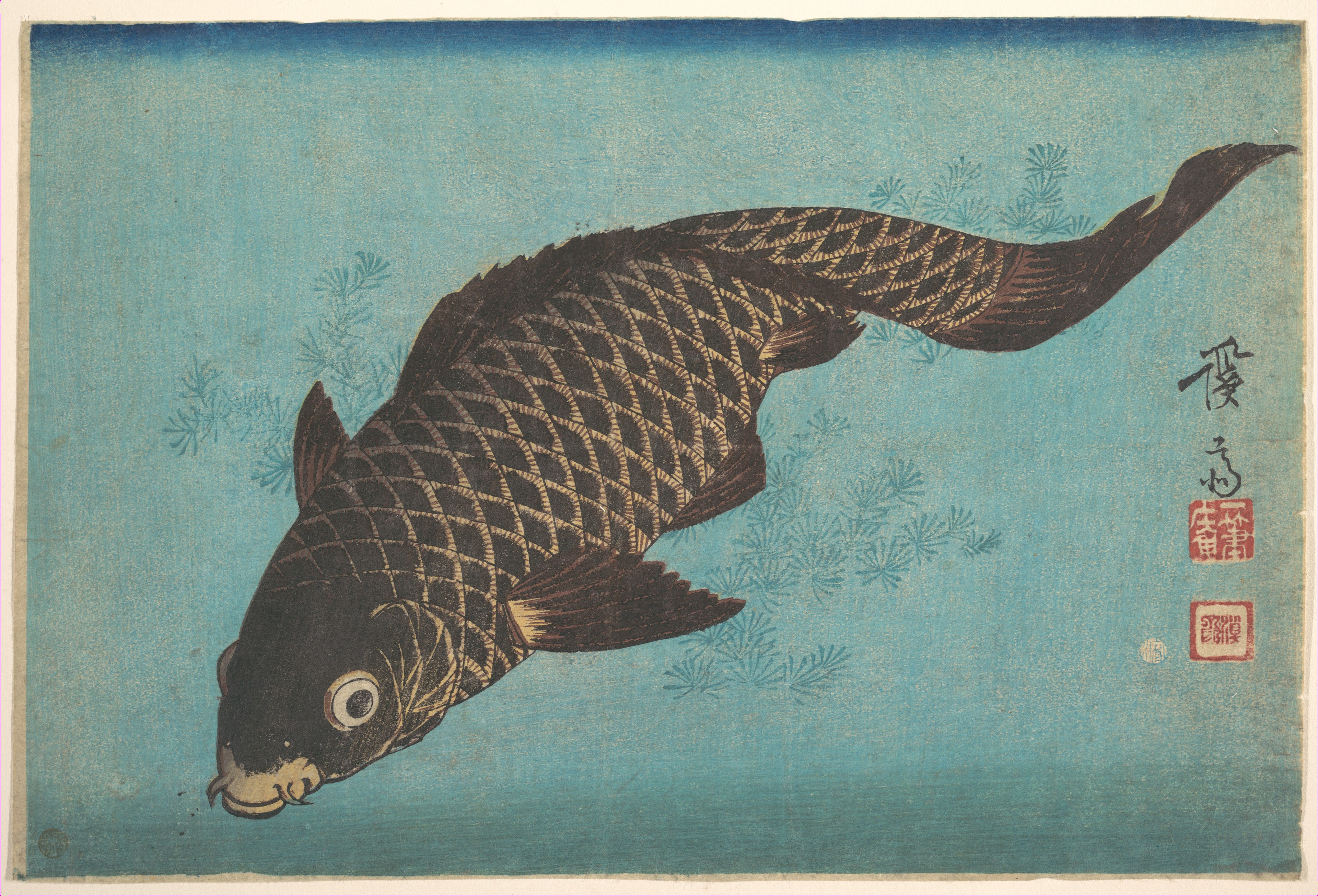
Karpfen
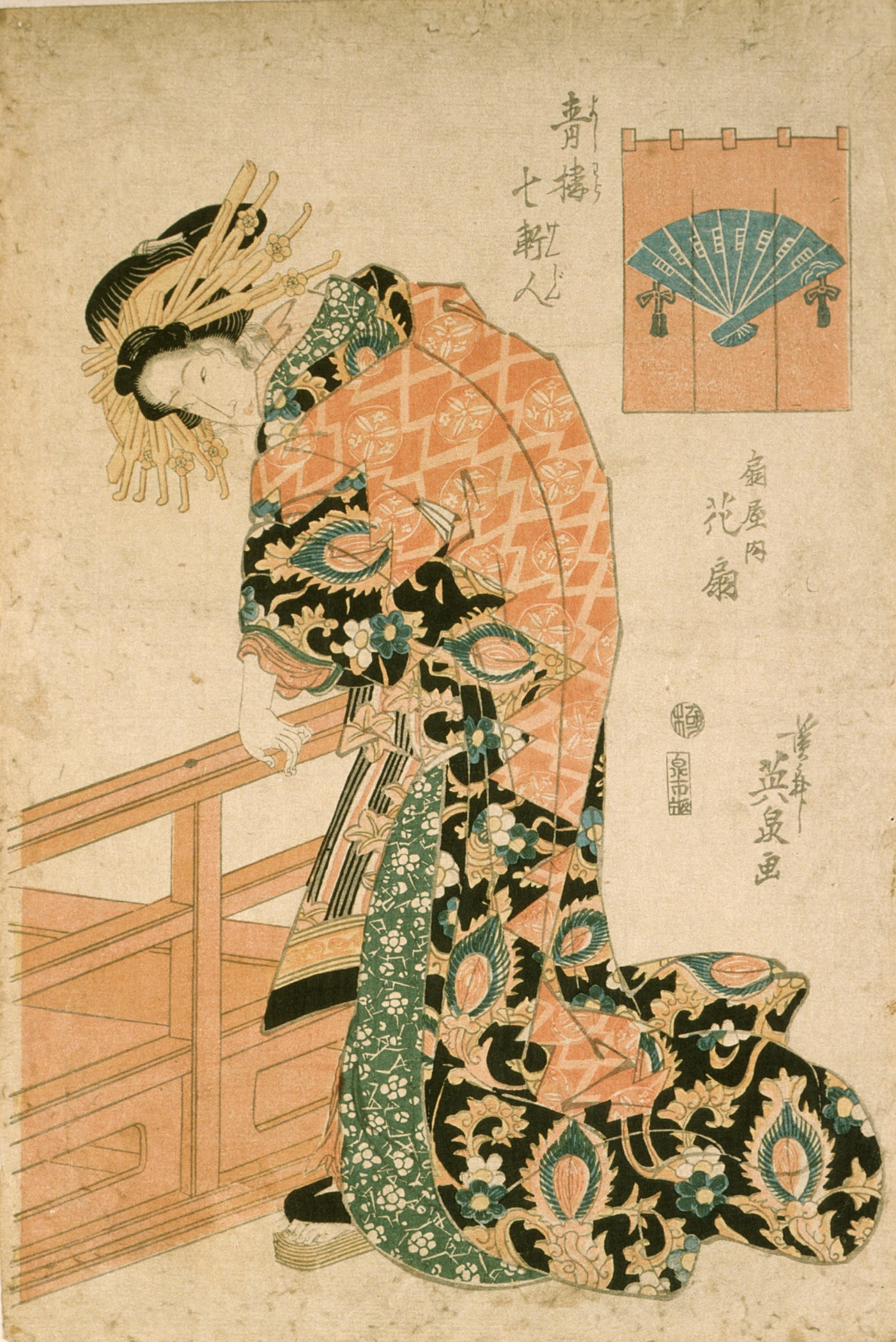
Kurtisane Hanaogi
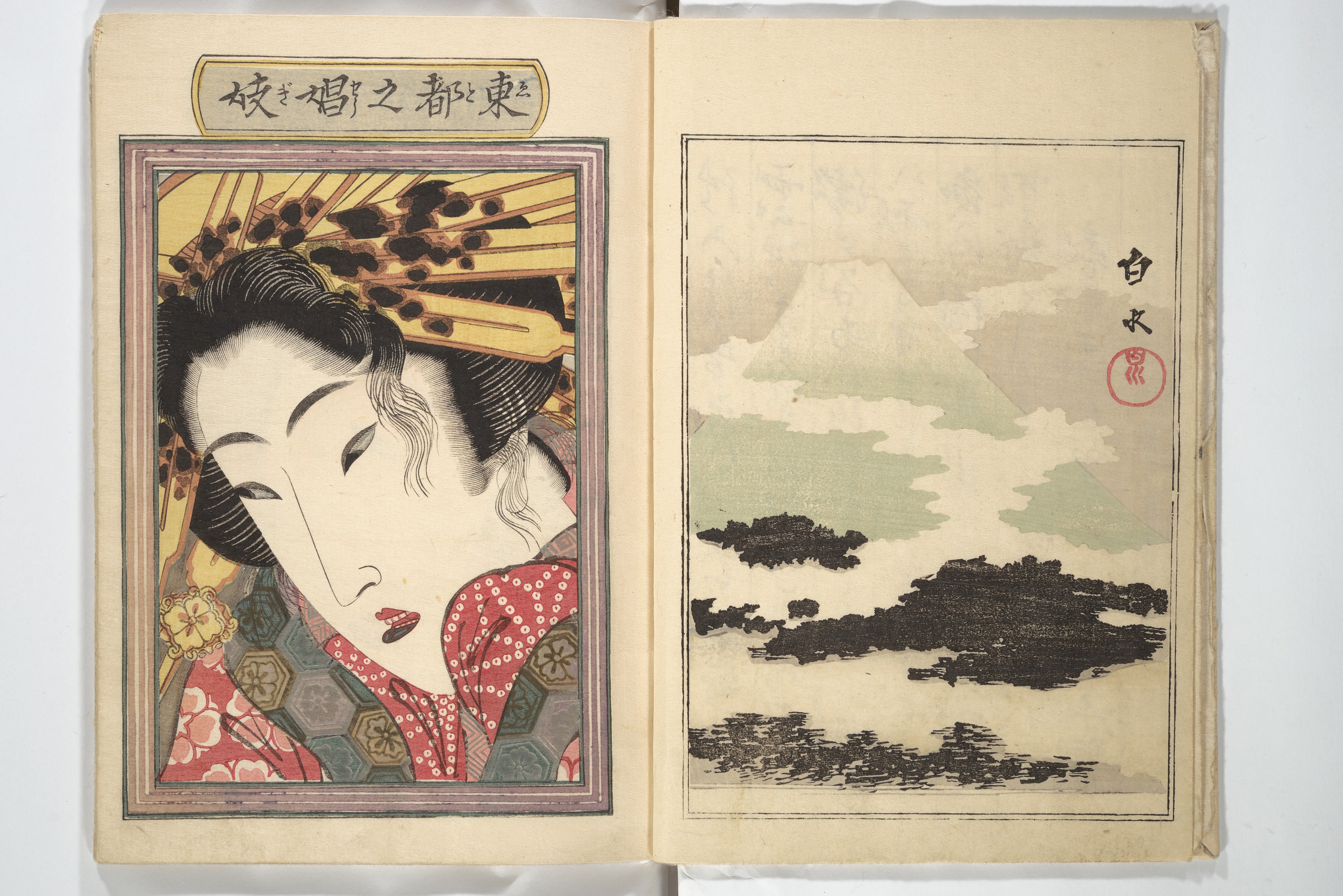
Illustriertes Buch 1[A 2]
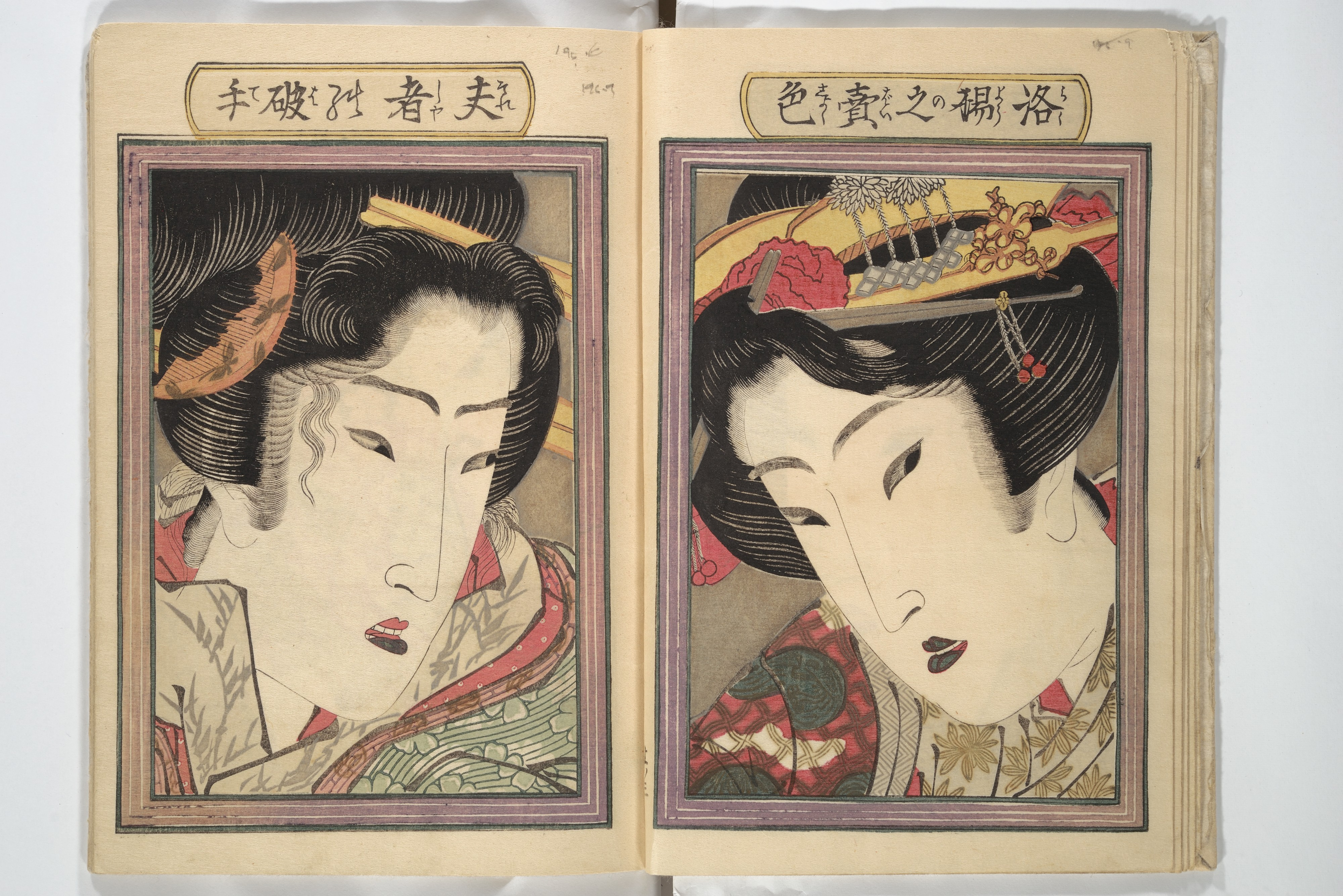
Illustriertes Buch 2[A 2]